# Willi Walter
Willi Walter († 18. Juni 1969) war ein deutscher Jurist und Kommunalpolitiker.
Walter schloss ein Studium der Rechtswissenschaften mit Promotion ab und war dann als Rechtsanwalt tätig.
Von 1936 bis 1949 war er erster Vorsitzender der Sektion Bad Reichenhall des DAV.
Im Juli 1945 wurde er von der amerikanischen Besatzungsbehörde als Landrat des Landkreises Berchtesgaden eingesetzt. Er blieb bis Oktober 1945 im Amt.

## Quelle
- Bayerisches Landesamt für Statistik und Datenverarbeitung: Ergebnisse zu Landratswahlen und Oberbürgermeisterwahlen in kreisfreien Städten und der aufgelösten Landkreise